# Leptonereis davidi
Leptonereis davidi är en ringmaskart som beskrevs av Fishelson och Rullier 1969. Leptonereis davidi ingår i släktet Leptonereis och familjen Nereididae.
Artens utbredningsområde är Röda havet. Inga underarter finns listade i Catalogue of Life.